# Le Chaudron de l'Estaque

## Description
Bâtiment quadrangulaire en briques enduites datant du 19e siècle, il comporte deux niveaux (voir plan). Au-dessus de la porte, une plaque en pierre gravée indique « Prud’homie de pêche – teinturerie » car le lieu était la propriété de la prud’homie de pêcheurs de Marseille. 
Le prud’homme de l’Estaque ainsi que l’adjudicataire, « le fermier », habitaient dans ce bâtiment, tandis que l'atelier servait à teindre les filets des pêcheurs ainsi que les voiles et cordages qui avaient tendance à moisir dans les cales des bateaux sous l'effet de l'humidité et de la chaleur. Les filets confectionnés avec des fils de coton (plus anciennement de lin) devaient être trempés dans un bain d’eau bouillante dans lequel étaient déversées des écorces de pin ou de chêne broyées, appelées « rusques », afin que les tanins les rendent inaltérables,. Ce procédé disparut vers 1960 avec l’apparition des filets en nylon imputrescible et la teinturerie dut fermer ses portes.
Le Chaudron de l'Estaque était renommé sur toute la côte voisine, du port des Goudes jusqu'au port de Carro. L'atelier avait été créé par le syndicat des pêcheurs de l'Estaque, avec l'aide de la prud'homie de pêcheurs de Marseille. Il remplaçait l'ancienne pratique artisanale de teinturerie, peu pratique voire dangereuse, réalisée avec les petits chaudrons de chaque pêcheur ou port. Chaque semaine, le jour de teinture (la teinche), les pêcheurs transportaient leurs filets par brouette et par charrette jusqu'à l'atelier où ils les faisaient teindre dans les cuves puis sécher.
Les installations, qui ont été conservées, comprennent deux grands chaudrons de cuivre de 3 m3 de contenance fermés par des couvercles en bois, un foyer à bois sous chaque cuve, et des conduites d'eau. Un muret surmonté de rouets en bois sépare les deux cuves. 